# Aaron Younger
Aaron Younger (Attadale, 25 de setembro de 1991) é um jogador de polo aquático australiano.

## Carreira
Younger disputou duas edições de Jogos Olímpicos pela Austrália: 2012 e 2016. Seu melhor resultado foi o sétimo lugar nos Jogos de Londres.